# Clan Ishikawa

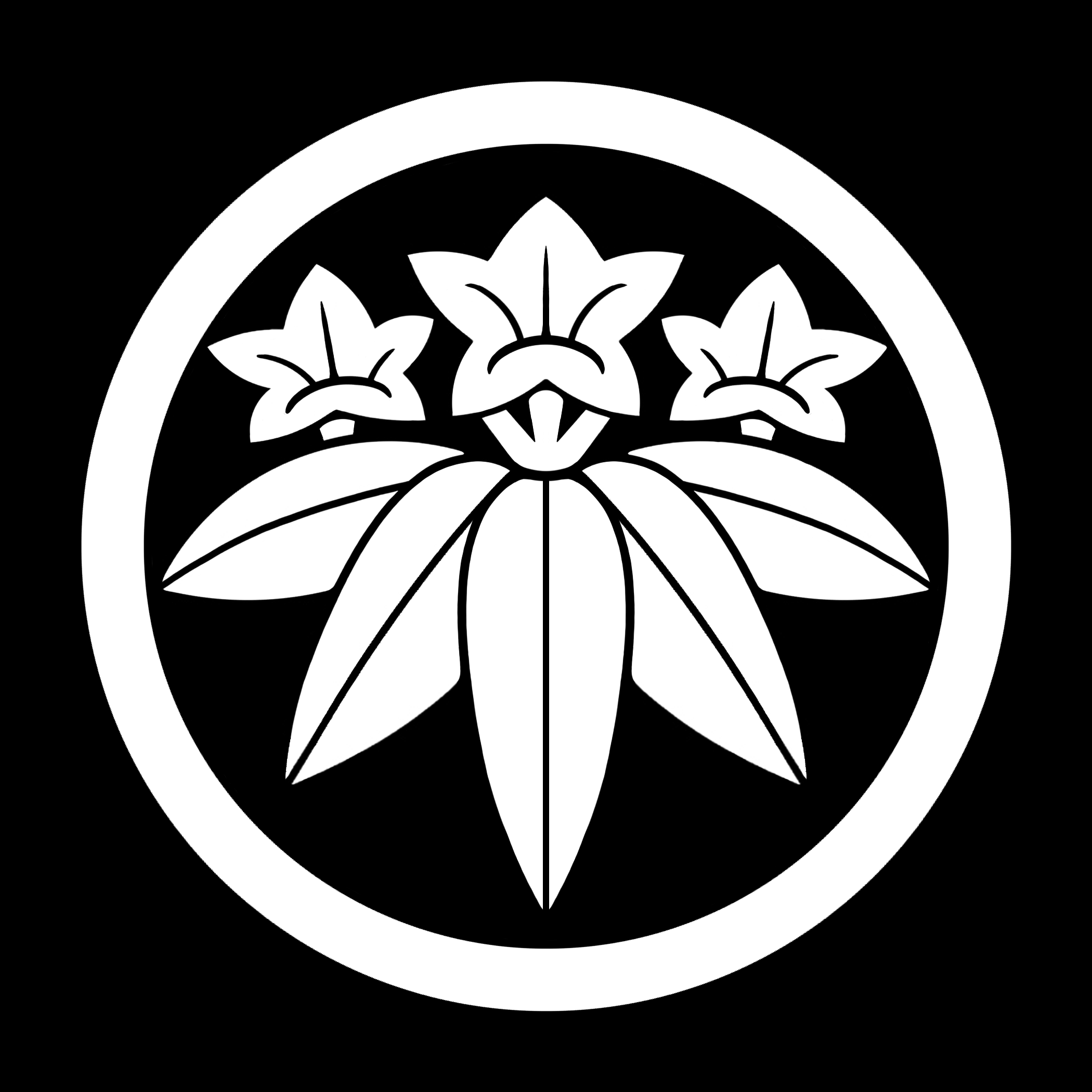
Lo stemma (mon) del clan Ishikawa

Il clan Ishikawa (石川氏?, Ishikawa-shi) fu un clan del Giappone feudale presente nella provincia di Kawachi.

## Storia
Discendenti di Minamoto no Yoshitoki, membro del clan Minamoto e figlio di Minamoto no Yoshiie, che fu il primo ad adottare il cognome di famiglia e stabilirsi nella provincia di Kawachi.
In seguito la famiglia si spostò nella provincia di Shimotsuke e presero in prestito il cognome Oyama per alcune generazioni. Infine, nel corso del secolo XV, si spostarono nuovamente nella provincia di Mikawa e ripresero l'antico cognome di famiglia. Il loro rappresentante Ishikawa Chikayasu servì il daimyō Matsudaira Chikatada e in seguito la famiglia fu fra i samurai servitori dei clan dei Matsudaira e Tokugawa.

## Genealogia[1]
- Kiyokane (清兼? morto 1578)  padre di Ienari e Yasumasa
  - Ienari (家成?; 1534–1609) fu un importante servitore di Tokugawa Ieyasu e zio di Kazumasa. Aiutò a domare le varie rivolte della provincia di Mikawa. Dopo la caduta degli Imagawa gli venne affidato il castello di Kakegawa. Durante la battaglia di Sekigahara gli venne affidata la difesa del castello di Edo. Fu molto leale a Ieyasu.
    - Yasumichi (康通?; 1554–1607) figlio di Ienari, ricevette un feudo a Kōzuke nel 1590 (Naruto, 20.000 koku). Dopo la battaglia di Sekigahara, dove si schierò con i Tokugawa, venne trasferito nella provincia di Mino (Ōgaki, 50.000 koku)
      - Tadafusa (?, 忠房; 1572–1650) figlio di Ōkubo Tadachika, daimyō di Odawara, fu adottato da Yasumichi al quale succedette, ma, implicato in un complotto di cui Tadachika fu accusato nel 1614, venne espropriato delle terre. Dopo l'assedio di Osaka dove combatté con ferocia per risollevare il proprio nome ricevette il feudo di Hida (Bungo - 60.000 koku). Nel 1633 fu trasferito a Sakura, (Shimōsa) e, l'anno successivo a Zeze (Ōmi). I suoi discendenti risiedettero successivamente a Kameyama (Ise) dal 1651 al 1669; a Yodo (Yamashiro) dal 1669 al 1711; a Matsuyama (Bitchū) dal 1711 al 1744 e a Kameyama (Ise - 60.000 koku) dal 1744 al 1868. Divennero visconti.

  - Yasumasa (康政?) figlio di Kiyokane, fu Hoki no Kami e nel 1590 ricevette il feudo di Fukashi (oggi Matsumoto) (Shinano — 100.000 koku). 
    - Kazumasa (数正?; 1533-1593) figlio di Yasumasa, fu un importante generale Tokugawa. Dopo la campagna di Komaki divenne servitore di Toyotomi Hideyoshi.
      - Yasunaga (康長?; 1554-1643) figlio di Kazumasa, seguì il padre e divenne servitore Toyotomi. Durante la battaglia di Sekigahara si schierò con i Tokugawa. Coinvolto nel 1613 nel presunto complotto di Ōkubo Nagayasu venne privato di tutti i suoi averi ed esiliato a Bungo.
      - Yasukatsu (康勝?; 1556-1615) secondo figlio di Kazumasa, difendette il castello di Osaka durante l'assedio di Osaka dove trovò la morte combattendo al fianco di Sanada Yukimura.
        - Kazunori (数矩?) Higo no kami, aveva uno stipendio di 15.000 koku a Shinano, ma ne fu privato nello stesso periodo e per lo stesso motivo dello zio Yasunaga.